# エンリコ・フェルミ賞
エンリコ・フェルミ賞（Enrico Fermi Award）は、アメリカ合衆国の物理学の賞。エネルギーの開発、使用、または生産に関する業績を対象とする。米国エネルギー省が主催し、賞金は375,000ドル。エンリコ・フェルミの肖像が入った金メダルが授与される。

## 受賞者
- 2024年 - Héctor D. Abruña、ポール・アリヴィサトス、John Hopkins Nuckolls
- 2023年 - Darleane C. Hoffman、ガボール・ソモライ
- 2014年 – Claudio Pellegrini、Charles V. Shank
- 2013年 – Andrew Sessler、アラン・バード
- 2010年 – ミルドレッド・ドレッセルハウス、バートン・リヒター
- 2009年 – ジョン・グッドイナフ、Siegfried Hecker
- 2005年 – Arthur H. Rosenfeld
- 2003年 – ジョン・バーコール、レイモンド・デイビス、Seymour Sack
- 2000年 – Sheldon Datz、シドニー・ドレル、Herbert F. York
- 1998年 – Maurice Goldhaber、Michael E. Phelps
- 1996年 – Mortimer M. Elkind、H. Rodney Withers、Richard L. Garwin
- 1995年 – Ugo Fano、Martin D. Kamen
- 1993年 – Liane B. Russell、フリーマン・ダイソン
- 1992年 – Harold Brown、John S. Foster Jr.、レオン・レーダーマン
- 1990年 – ジョージ・コーワン、Robley D. Evans
- 1988年 – Richard B. Setlow、ビクター・ウェイスコプフ
- 1987年 – ルイス・ウォルター・アルヴァレズ、Gerald F. Tape
- 1986年 – Ernest Courant、M. Stanley Livingston
- 1985年 – ノーマン・ラスムッセン、マーシャル・ローゼンブルース、 George Vendryes
- 1984年 – ロバート・ラスバン・ウィルソン
- 1983年 – Alexander Hollaender、John H. Lawrence
- 1982年 – Herbert L. anderson、セス・ネッダーマイヤー
- 1981年 – W. Bennett Lewis
- 1980年 – ルドルフ・パイエルス、アルビン・ワインバーグ
- 1978年 – ヴォルフガング・パノフスキー、ハロルド・アグニュー
- 1976年 – William L. Russell
- 1972年 – Manson Benedict
- 1971年 – シールズ・ウォーレン、Stafford L. Warren
- 1970年 – Norris E. Bradbury
- 1969年 – Walter Zinn
- 1968年 – ジョン・ホイーラー
- 1966年 – オットー・ハーン、リーゼ・マイトナー、フリッツ・シュトラスマン
- 1964年 – ハイマン・G・リッコーヴァー
- 1963年 – ロバート・オッペンハイマー
- 1962年 – エドワード・テラー
- 1961年 – ハンス・ベーテ
- 1959年 – グレン・シーボーグ
- 1958年 – ユージン・ウィグナー
- 1957年 – アーネスト・ローレンス
- 1956年 – ジョン・フォン・ノイマン